# Chiesa di San Luca Evangelista (Padova)
La chiesa di San Luca Evangelista è un edificio religioso di origine medievale che sorge in via XX Settembre, nel centro storico di Padova. Originariamente era dedicata ai dodici apostoli.

## Storia
Una chiesa dedicata ai dodici apostoli fu costruita nel 1174 per volere del beato Cresenzio da Camposampiero a sostituzione di una costruzione più antica, demolita per lasciar spazio alla cinta muraria cittadina. In occasione dell'inventio (ritrovamento) presso la basilica di Santa Giustina del corpo di san Luca (19 marzo 1177), la chiesa fu titolata all'Evangelista. Questo edificio fu abbattuto per ordine del principe Jacopo I da Carrara nell'anno 1320 e si iniziò poi la costruzione dell'attuale chiesa che venne consacrata il 18 ottobre 1381. In questo periodo probabilmente fu elevata a parrocchia.
La costruzione tra i secoli XVII e XVIII subi svariati interventi di adeguamento che ne alterarono l'originale orientamento ponente-levante. Come riporta il Rossetti, nel 1778 fece scalpore il ritrovamento di un antico affresco "di mano giottesca" sulla quale era stato posto uno scanno.
Nel 1807 a causa delle leggi napoleoniche la parrocchia fu soppressa e l'edificio fu chiuso al culto. Il 2 luglio 1815 la chiesa fu riaperta come sussidiaria della nuova parrocchia di Santa Maria dei Servi. Attualmente è rettoria affidata alla comunità greco-cattolica che vi celebra la divina liturgia per la quale la chiesa è stata liturgicamente adeguata.
La chiesa era sede della Confraternita dei Pittori.
Il 6 maggio 1655 vi fu battezzato Bartolomeo Cristofori, celebre cembalaro e inventore del fortepiano.

## Descrizione

### Esterno
L'edificio è ora orientato nord-sud, ma è ancora possibile leggerne l'originario orientamento levante-ponente dal paramento murario esterno, da cui sporge la facciata seicentesca di ordine ionico che si affaccia su uno spazio recintato, già area cimiteriale. La facciata è adornata dalle statue della Vergine (al vertice) Sant'Antonio e San Francesco. Sulla parete sono poste due lapidi: una ricorda la riapertura la culto della chiesa nel 1815, l'altra, il battesimo di Bartolomeo Cristofori.

### Interno
Lo spazio è misurato, a croce greca. I vani con altari contigui al presbiterio furono aperti nel 1834. In controfacciata, la cantoria ospita un organo Pugina. A sinistra, si trovava un dipinto raffigurante sant'Espedito Martire, trafugato nel 1997 ed ora sostituito da una riproduzione fotografica. Nel braccio sinistro del transetto tela cinque-seicentesca raffigurante San Benedetto consegna la Regola a Sant'Agostino. Seguono poi due tele attribuibili a Costantino Pasqualotto (Gesù asciugato dalla Veronica, Maddalena bacia i piedi di Cristo). Sull'altare settecentesco è posto l'affresco del secolo XIV ritrovato nel 1778 e restaurato da Francesco Zanoni ed ora attribuito a Giusto de' Menabuoi. Le figure sono coronate da diademi d'argento donati nel 1995 dall'orafo Paolo Bonato.
Lungo la parete segue La pietà accostabile all'opera di Bartolomeo Montagna. Vi è poi una teca rococò in legno dorato che racchiude una stampa devozionale antoniana. L'altare di San Giuseppe mostra una tela raffigurante il transito del Santo di Cosroe Dusi celebre autore eclettico ottocentesco che lavorò tra Veneto, Germania e Russia.
Sul presbiterio pregevoli tele: L'infanzia della Vergine di Francesco Apollodoro il Porcia celebre ritrattista del suo tempo (iscritto alla confraternita dei pittori che aveva sede nella chiesa), di rimpetto, La Nascita di Gesù di Pietro Liberi. L'altar maggiore è pregevole opera a scaglia di Francesco Corbarelli, lavoro del 1667-68. Sul fronte del tabernacolo è raffigurata L'ultima Cena. Gli angeli ai lati della mensa sono attribuiti a Michele Fabbri l'Ongaro. Sopra, alla parete, di Pietro Damini San Luca con Vergine e santi protettori di Padova pregevolissima opera in cui è pure raffigurata la Torlonga. Copre la mensa un baldacchino barocco con raffigurazione del Padre Eterno del secolo XVII. Le pareti sono decorate da affreschi settecenteschi.
L'altare di destra, titolato a santa Teresa del Gesù è adornato dall'opera di Silvio Travaglia, eseguita nel 1925. Sull'arcata della cappella è incastonata l'iscrizione gotica che ricorda la consacrazione dell'edificio. Sul transetto destro si trovano opere di recente fattura, tra cui spicca la pala del Beato Crescenzio, sull'omonimo altare, opera di Dionisio Gardini eseguita nel 1997. Vi è pure una Crosifissione secentesca. Sotto la tela raffigurante santa Filomena di Eugenio Guglielmi, vi è una lapide su cui sono riportati i rettori della chiesa.

### Organo a canne
Sulla cantoria in controfacciata, si trova l'organo a canne della chiesa, costruito dalla ditta Pugina nel 1912.
Originariamente a trasmissione pneumatica, nel restauro del 1996 effettuato dalla ditta Leorin, è stato elettrificato ed ampliato, la console, precedentemente posta in cantoria, è stata portata nel braccio destro del transetto.
L'organo, attualmente (2012) a trasmissione elettrica, ha un'unica tastiera di 61 note ed una pedaliera concavo-radiale di 32 note. Le canne che compongono la mostra sono disposte in tre cuspide con bocche a mitria allineate.